# Ceriana, Imperia
Ceriana är en ort och kommun i provinsen Imperia i regionen Ligurien i Italien. Kommunen hade 1 170 invånare (2018).